# Перечень природоохранных территорий Северного Рейна-Вестфалии
Перечень природоохранных территорий (нем. Naturschutzgebiet, NSG) (ПОТ, заповедных территорий, заповедников) приведен в соответствии с существующим административно-территориальным делением федеральной земли Северный Рейн-Вестфалия (по округам, районам и общинам). Названия ПОТ и коды их нумерации находятся в соответствии с официально принятыми для этих территорий. В случае, если заповедник расположен на территории нескольких общин, он указывается в перечне для каждой общины. Существуют ПОТ, состоящие из нескольких отдельных, не связанных друг с другом территорий.
По данным на 31 июля 2014 года в Северном Рейне-Вестфалии насчитывалось 3035 заповедных территорий. Ниже приводится их распределение по округам:
| Округ       | Число заповедников | Площадь в гектарах (га) | % от общей поверхности | Средняя площадь ПТК в га |
| ----------- | ------------------ | ----------------------- | ---------------------- | ------------------------ |
| Арнсберг    | 1136               | 65380,8                 | 8,2                    | 57,5                     |
| Детмольд    | 413                | 49002,2                 | 7,5                    | 118,6                    |
| Дюссельдорф | 381                | 47836,0                 | 9,0                    | 125,6                    |
| Кёльн       | 775                | 750319,1                | 10,2                   | 97,2                     |
| Мюнстер     | 448                | 37.681,8                | 5,5                    | 84,1                     |
| Всего:      | 3152               | 275 144,7               | 8,1                    | 87,3                     |

## Округ Арнсберг
- Список природоохранных территорий города Бохум
- Список природоохранных территорий города Дортмунд
- Список природоохранных территорий города Хаген
- Список природоохранных территорий района Эннепе-Рур
- Список природоохранных территорий района Зиген-Виттгенштайн

## Округ Детмольд
- Список природоохранных территорий города Билефельд

## Округ Дюссельдорф
- Список природоохранных территорий города Дюссельдорф

### Мюльхайм-ан-дер-Рур
| Номер  | Населённый пункт               | Название                                                 | Мировой-код (WDPA) | Категория IUCN | Защищаемые биотопы        | Площадь (в га) | Число участков | Год отвода | Фотографии |
| ------ | ------------------------------ | -------------------------------------------------------- | ------------------ | -------------- | ------------------------- | -------------- | -------------- | ---------- | ---------- |
| MH-020 | Мюльхайм (Mülheim an der Ruhr) | Нижняя Кеттвигская пойма Рура (Untere Kettwiger Ruhraue) | 344799             | IV             | BK-4607-0005 BK-4607-0026 | 4,3243         | 1              | 2005       |            |

### Эссен
| Номер | Населённый пункт | Название                                                 | Мировой-код (WDPA) | Категория IUCN | Защищаемые биотопы | Площадь (в га) | Число участков | Год отвода | Фотографии |
| ----- | ---------------- | -------------------------------------------------------- | ------------------ | -------------- | ------------------ | -------------- | -------------- | ---------- | ---------- |
| E-008 | Эссен (Essen)    | Нижняя Кеттвигская пойма Рура (Untere Kettwiger Ruhraue) | 165998             | IV             | BK-4607-0005       | 20,6200        | 1              | 1989       |            |

## Округ Кёльн
- Список природоохранных территорий района Ахен

### Район Обербергиш

#### Радеформвальд
| Номер  | Населённый пункт             | Название                                          | Мировой-код (WDPA) | Категория IUCN | Защищаемые биотопы       | Площадь (в га) | Число участков | Год отвода | Фотографии |
| ------ | ---------------------------- | ------------------------------------------------- | ------------------ | -------------- | ------------------------ | -------------- | -------------- | ---------- | ---------- |
| GM-057 | Радеформвальд (Radevormwald) | Вуппер у Радеформвальда (Wupper bei Radevormwald) | 329731             | IV             | DE-4709-301 BK-4709-0112 | 121            | 1              | 2003       |            |

## Округ Мюнстер
- Список природоохранных территорий города Боркен